# Tasso-Bordogna-Valnigra

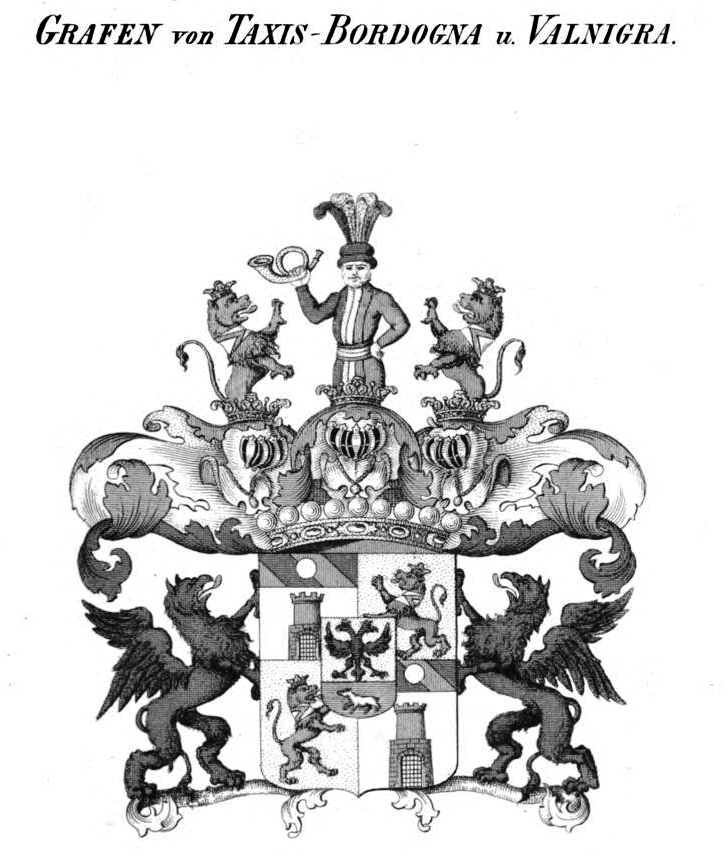
Stemma dei conti Tasso-Bordogna-Valnigra

La famiglia Tasso-Bordogna-Valnigra discende da Elisabetta Tasso (morta nel 1518) e da suo marito Bono Bordogna del Cornello. Elisabetta era sorella di Giovan Battista Tasso (1470–1541), Gran Maestro delle Poste Imperiali, che operava da Bruxelles, progenitore della famiglia dei principi Thurn und Taxis.

## Storia
La famiglia Bordogna discende dalla famiglia Fondra, che è attestata per la prima volta in un documento del 1148 in cui il vescovo di Bergamo le concede i propri diritti sulla Val Fondra.
Il ramo che si stabilì a Bordogna prese il nome di Fondra de Bordogna, e risale a Bonazolus Fondra de Bordogna, nato intorno al 1330.
Bono Bordogna lavorò con la famiglia della moglie nel sistema postale e succedette nella carica di Mastro delle Poste di Trento a suo cognato Davide Tasso nel 1517. Il cognome di famiglia divenne allora Bordogna de Tassis. 
L'importanza di Trento nel sistema postale era data dal fatto che si trovasse nella valle dell'Adige, il principale collegamento fra la Germania (e in particolare i domini asburgici) e l'Italia.
La carica di Mastro delle Poste di Trento passò poi al figlio Lorenzo e successivamente al nipote Giovanni Battista. Questi due esponenti della famiglia furono i Mastri di Posta che svolsero il delicato ruolo di smistare la corrispondenza da e per il Concilio di Trento.
L'imperatore Carlo VI elevò i Tasso-Bordogna alla dignità baronale e successivamente a quella comitale col cognome Tasso-Bordogna-Valnigra. Il ramo dei baroni ebbe la carica di Mastri generali delle Poste di Trento e dell'Adige, mentre i conti furono Mastri generali delle poste a Bolzano. Fra gli esponenti del ramo trentino anche Ferdinando Taxis (1756-1824), che fu presbitero, collezionista mineralogico, deputato alla Dieta di Innsbruck e reggente capitolare del principato vescovile di Trento.
I discendenti del barone Lamoral Tasso-Bordogna-Valnigra (1900–1966), nati dal suo matrimonio con la principessa Teresa Cristina di Sassonia-Coburgo-Gotha (1902–1990), figlia del principe Augusto Leopoldo di Sassonia-Coburgo-Gotha e di sua moglie, l'arciduchessa Carolina Maria d'Asburgo-Toscana, portano il cognome Tasso di Sassonia-Coburgo e Bragança.

## Maestri delle Poste Imperiali e Maestri generali ereditari delle Poste
- Bono Bordogna del Cornello (1482–1560), Maestro delle Poste Imperiali di Trento
- Lorenzo I Bordogna de Tassis (1510–1559), Maestro delle Poste Imperiali di Trento
- Giovanni Battista Bordogna de Tassis (1538–1593), Maestro delle Poste Imperiali di Trento
- Lorenzo II Bordogna de Tassis (1574–1612), Maestro delle Poste Imperiali di Trento
- Lorenzo III Bordogna de Tassis (1612–1651), Maestro delle Poste Imperiali di Trento

### Ramo di Trento
- Pietro Paolo Bordogna de Tassis (1639–1706),[4] Maestro delle Poste Imperiali di Trento
- Lorenzo Antonio, barone Tasso-Bordogna-Valnigra (1671–1744), Maestro generale ereditario delle poste di Trento
- Giovanni Francesco, barone Tasso-Bordogna-Valnigra (1724–1791), Maestro generale ereditario delle poste di Trento
- Luigi Lorenzo, barone Tasso-Bordogna-Valnigra (1750–1805), Maestro generale ereditario delle poste di Trento
- Pietro Vigilio, barone Tasso-Bordogna-Valnigra (1780–1836), Maestro generale ereditario delle poste di Trento
- Giuseppe Emanuele, barone Tasso-Bordogna-Valnigra (1834–1886), Maestro generale ereditario delle poste di Trento

### Ramo di Bolzano
- Lorenzo IV Bordogna de Tassis (1651–1723), Imperial Postmaster of Bolzano
- Ferdinando Filippo, barone Tasso-Bordogna-Valnigra (1706–1776), Maestro generale ereditario delle poste di Bolzano
- Francesco Giuseppe, barone Tasso-Bordogna-Valnigra (1733–1797), Maestro generale ereditario delle poste di Bolzano
- Egidio Giuseppe, conte Tasso-Bordogna-Valnigra (1782–1862),[5] Maestro generale ereditario delle poste di Bolzano, Ciambellano Imperiale e Maggiore Generale
- Giovanni Nepomuceno, conte Tasso-Bordogna-Valnigra (1833–1889), Maestro generale ereditario delle poste di Bolzano
- Giovanni Egidio, conte Tasso-Bordogna-Valnigra (1856–1930), Maestro generale ereditario delle poste di Bolzano